# Ли Чхан Дон
Ли Чхан Дон (род. 1954) — корейский кинорежиссёр, сценарист, писатель, продюсер.

## Биография
Учился в Кёнбукском национальном университете по специальности «корейская литература». В 1983 году написал свой первый роман «Чолли» (戰利). В 1993 году по его сценарию выходит фильм Пак Квансу «К звёздному острову», а в 1995 году фильм того же режиссёра «Одна искра». После этого он начинает самостоятельно заниматься режиссурой. В 2002 году фильм Ли Чхан Дона «Оазис» попадает в конкурсную программу Венецианского кинофестиваля, где получает несколько призов (Приз ФИПРЕССИ, Приз всемирной католической ассоциации по коммуникациям (SIGNIS) и специальную режиссёрскую награду). С 2003 по 2004 год Ли Чхан Дона занимал пост министра культуры и туризма Южной Кореи. Следующий фильм режиссёра «Тайное сияние» отбирается в конкурсную программу Каннского кинофестиваля 2007 года, где получает Приз за лучшую женскую роль (актриса Чон Доён). В 2010 году пятый фильм Ли Чхан Дона «Поэзия» участвует в основном конкурсе Каннского кинофестиваля 2010 года, где получает приз за лучший сценарий.

## Фильмография
- Зелёная рыба (1997)
- Мятная конфета (1999)
- Оазис (2002)
- Тайное сияние (2007)
- Поэзия (2010)
- Пылающий (2018)